# Comuna Holoșnița, Soroca
Comuna Holoșnița este o comună din raionul Soroca, Republica Moldova. Este formată din satele Holoșnița (sat-reședință) și Cureșnița. Până în 2001, ambele sate erau parte a comunei Șeptelici.

## Geografie
Ambele sate sunt amplasate pe malul fluviului Nistru, la hotar cu Ucraina. În partea de sud a comunei sunt amplasate satele Iorjnița și Cosăuți, în partea de vest Șeptelici, Grigorăuca și Cureșnița Nouă, în partea de nord se învecinează cu comuna Cremeciug. Satul Holoșnița este amplasat pe un șes iar Cureșnița Veche pe o pantă. Lungimea ambelor comune este de aproximativ 6 km. Sunt străbătute de un drum asfaltat. Accesul este pe trei căi: dinspre Șeptelici, dinspre Iorjnița și dinspre Grigorăuca.

## Demografie
Conform datelor recensământului din 2014, comuna are o populație de 1.208 locuitori. La recensământul din 2004 erau 1.624 de locuitori.

## Administrație și politică
Componența Consiliului local Holoșnița (9 consilieri), ales la 5 noiembrie 2023, este următoarea:
|  | Partid                                       | Consilieri | Componență | Componență | Componență | Componență | Componență | Componență |
|  | -------------------------------------------- | ---------- | ---------- | ---------- | ---------- | ---------- | ---------- | ---------- |
|  | Partidul Acțiune și Solidaritate             | 6          |            |            |            |            |            |            |
|  | Partidul Socialiștilor din Republica Moldova | 3          |            |            |            |            |            |            |